# Gare de Cassis
Gare de Cassis vasútállomás Franciaországban, Cassis településen.

## Vasútvonalak
Az állomást az alábbi vasútvonalak érintik:
- Marseille–Ventimiglia-vasútvonal

## Kapcsolódó állomások
A vasútállomáshoz az alábbi állomások vannak a legközelebb:
- Gare de La Ciotat
- Gare d’Aubagne